# Estación de Urtx-Alp
Urtx-Alp es un apeadero ferroviario propiedad de Adif situado entre los términos municipales de Alp y de Fontanals de Cerdanya en la comarca de la Baja Cerdaña. La estación fue construida por la empresa Cubiertas y Tejados, y pertenece a la línea Ripoll-Puigcerdá por donde circulan trenes de la línea R3 de Rodalies de Catalunya. Pese a formar parte del núcleo de Cercanías de Barcelona, no tiene tarificación como tal, funcionando como Media Distancia. La estación está catalogada como Bien Cultural de Interés Local. En 2021 registró la entrada de 2 298 usuarios, correspondientes a los servicios de cercanías, lo que supone un incremento del 26,33% sobre el año anterior.

## Situación Ferroviaria
La estación se encuentra en el punto kilométrico 41,6 de la línea férrea Ripoll-Puigcerdá, entre las estaciones de La Molina y Caixans, a 1 182,26 metros de altitud.
El tramo es de vía única en ancho ibérico (1668 mm), con tensión eléctrica de 3 kV y alimentación por catenaria.

## Historia
Esta estación del Ferrocarril Transpirenaico, tal como se conocía la línea de Ripoll a Puigcerdá, fue abierta al tráfico el 3 de octubre de 1922, con la puesta en marcha del tramo de 13,457 km entre las estaciones de La Molina y Puigcerdá de la línea que unió en 1922 Barcelona con Latour de Carol-Enveitg desde Ripoll. Las obras corrieron directamente a cuenta del Estado, ya que no se habían presentado postores para la subasta de obras y España estaba obligada por contrato con Francia a construir la línea. La inauguración oficial de toda la línea llegaría hasta el día siguiente, 4 de octubre de 1922, en un acto bendecido por el obispo de la Seo de Urgel.
En un primer momento y hasta la llegada de la tracción eléctrica, la línea fue explotada mediante tracción vapor con locomotoras de la compañía Norte y por las 242 ténder fabricadas por La Maquinista Terrestre y Marítima (MTM), en Barcelona. Ante lo costoso de la explotación, el organismo estatal Explotación de Ferrocarriles por el Estado se hace cargo de la línea en 1926 con el objetivo de electrificar la línea. Las máquinas eléctricas de la serie 1000 entraron en servicio en 1929, coincidiendo con la electrificación a 1.500 voltios de la línea Ripoll-Puigcerdá, una de las primeras en electrificarse de toda la red catalana. A finales de 1929, las locomotoras de la serie 1000 se transfirieron a la Compañía de los Caminos de Hierro del Norte de España.
Mediante la Real Orden de 17 de julio de 1928 se determinó que la explotación de la línea entre Ripoll y Puigcerdá (tramo al que pertenece la estación) fuese realizada por Norte, cediendo el Estado la misma en régimen de alquiler. Norte pasó a explotar la línea a partir del 21 de junio de 1929, hasta la apertura del tramo entre Ripoll y La Tour de Carol en vía de ancho internacional, en paralelo a la ya existente en ancho ibérico.
El estallido de la Guerra Civil en 1936 dejó la estación en zona republicana. Ante la nueva situación el gobierno republicano, que ya se había incautado de las grandes compañías ferroviarias mediante un decreto de 3 de agosto de 1936, permitió que en la práctica el control recayera en comités de obreros y ferroviarios. Con la llegada de las tropas sublevadas a Cataluña en 1939, se volvió a la situación anterior.
En 1941, tras la nacionalización del ferrocarril de ancho ibérico, las instalaciones pasaron a manos de la recién creada RENFE. En 1965 se duplicó la tensión de la línea, pasando a ser de 3000Vcc. En 1984 planeó sobre la estación la amenaza de cierre, dentro del plan de cierre masivo de líneas altamente deficitarias, evitado por la presión popular y el carácter internacional de la línea. Desde el 31 de diciembre de 2004 Renfe Operadora explota la línea mientras que Adif es la titular de las instalaciones ferroviarias.

## La estación
En 1987 se cerró el edificio de viajeros de la estación, dejando las instalaciones sin personal. En 2003 se retiraron definitivamente las tres vías derivadas, dejando únicamente la vía principal, pasando a ser un simple apeadero. En 2004, Adif realizó obras en la estación con el objetivo de mejorar la accesibilidad a personas con movilidad reducida y facilitar la instalación de nuevos sistemas de iluminación, realizando obras de consolidación en el edificio de viajeros y mejorando la accesibilidad en el andén. Estas obras dejaron el antiguo andén central de la estación sin servicio, al quedar no funcional.
Existe un proyecto para conectar la estación con Andorra, uniéndola con Barcelona a través de esta estación. La estación, gestionada por Adif, dispone del servicio de megafonía habitual.
La estación tiene el edificio de viajeros a la derecha de la vía y dispone de un refugio de hormigón para cobijar a los viajeros. El conjunto de cuatro edificaciones compuesto por edificio de viajeros, almacén, servicios públicos y torre de enclavamientos se mantiene, aunque abandonado y en deficiente estado de conservación, estando totalmente vallado y tapiados algunos accesos para impedir el vandalismo. Todas los vanos están enmarcadas con piedra y rematados por arcos escarzanos adintelados. Las esquinas de todos los edificios están realizadas en piedra.
El sistema de seguridad es de "Tren-tierra y ASFA". En cuanto a los bloqueos dispone de Bloqueo de Liberación Automática en vía Única con Control de Tráfico Centralizado (BLAU con CTC). Esta configuración se mantiene en el tramo entre las estaciones de Vich y Puigcerdá, al cual pertenece la estación.
El horario de la estación es de 06:25h a 22:30h.

## Servicios ferroviarios
A pesar de pertenecer la estación a la Provincia de Gerona, no comparte la denominación de Rodalies con su provincia, sino con la de Barcelona. En la práctica, la estación sólo tiene servicios regionales de Media Distancia, que se prestan con material de Rodalies de Catalunya, usualmente con la serie 447 de Renfe y más raramente con trenes Civia. Algunos trenes no efectúan parada en la estación.
Los horarios actualizados de Cercanías de Cataluña pueden descargarse en este enlace. El horario actualizado de la R3 puede consultarse en este enlace.
| << cabecera                    | < estación | línea | estación > | cabecera >>               |
| ------------------------------ | ---------- | ----- | ---------- | ------------------------- |
| Rodalies de Catalunya de Renfe |            |       |            |                           |
| Hospitalet                     | La Molina  |       | Puigcerdá  | Puigcerdá Latour-de-Carol |